# Moulines (Manica)
Moulines è un comune francese di 311 abitanti situato nel dipartimento della Manica nella regione della Normandia.

## Società

### Evoluzione demografica
Abitanti censiti